# Przełęcz Legionów

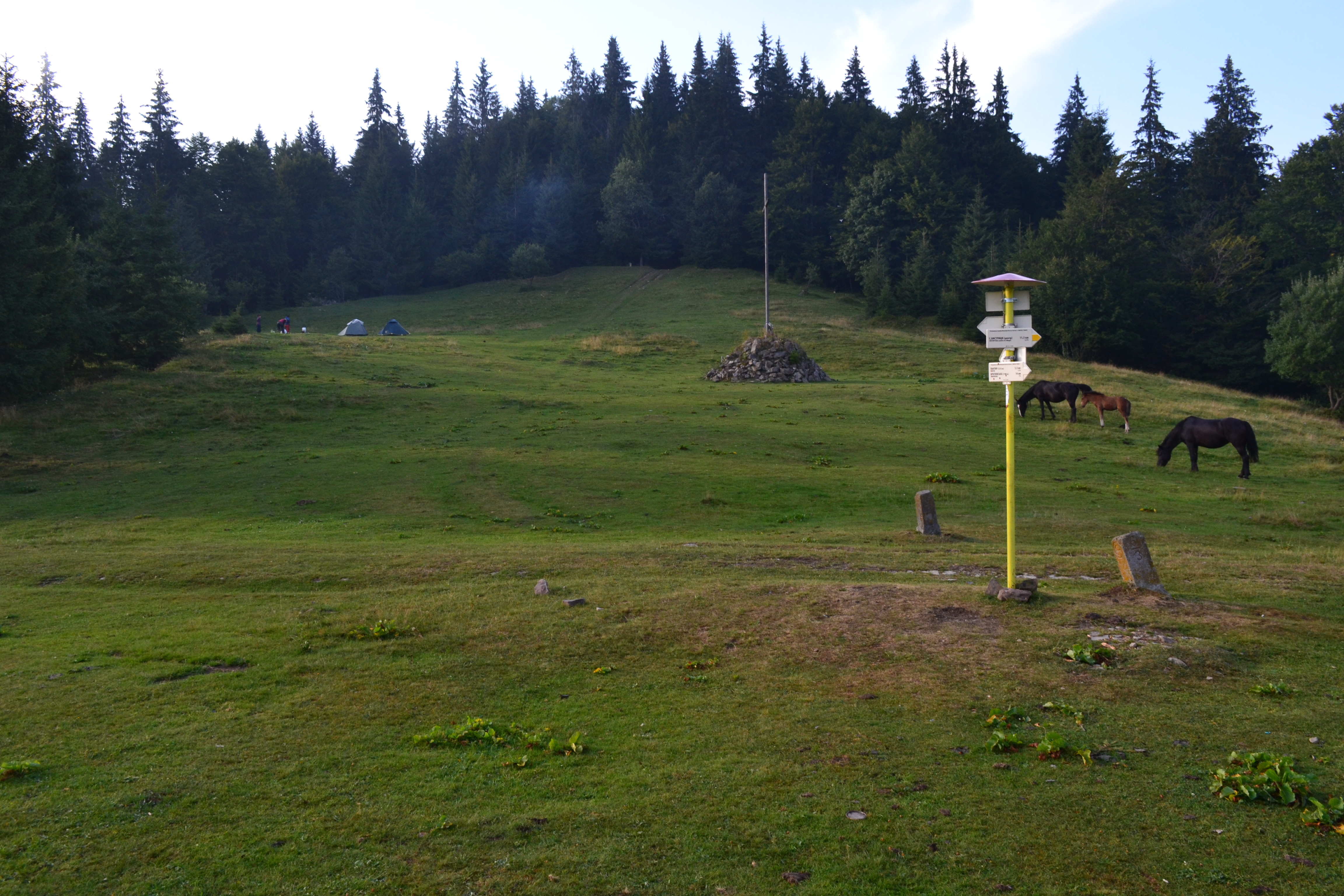
Przełęcz – widok współczesny (2015)

Przełęcz Legionów (także Rogodze Wielkie; ukr. перевал Легіонів, perewał Łehioniw) – przełęcz w Karpatach Wschodnich o wysokości 1110 m n.p.m.
Znajduje się ponad wsią Rafajłowa pomiędzy szczytem Taupiszyrka (1503 m n.p.m.) w masywie Sywuli a Połoniną Czarną.
Sąsiednimi przełęczami w głównym grzbiecie Karpat są: na zachodzie Przełęcz Wyszkowska, na wschodzie Przełęcz Jabłonicka.
W październiku 1914 roku legioniści 3pp. wybudowali przez tę przełęcz trasę pozwalającą na przeprowadzenie głównych sił uderzeniowych. Wkrótce po wybudowaniu trasa została nazwana Drogą Legionów, a przełęcz otrzymała urzędową nazwę Przełęcz Legionów. Na przełęczy znajduje się Krzyż Legionów, a w pobliżu – po zakarpackiej stronie – Cmentarz Legionów.
Na tablicy kamiennej pod krzyżem od polskiej strony widnieje napis:
Młodzieży polska,

patrz na ten krzyż!

Legjony polskie

dźwignęły go wzwyż,

Przechodząc góry,

lasy i wały

Do Ciebie Polsko,

i dla twej chwały.
Autorem tych słów był legionista Adam Szania – z zawodu rzeźnik.
W niektórych źródłach używana jest dla przełęczy także zamiennie nazwa Pantyrska. Prawdopodobnie wynika to z błędu na mapach austro-węgierskich, gdzie pobliski wierzchołek Pantyru był opisany jako Pantyr Pass.

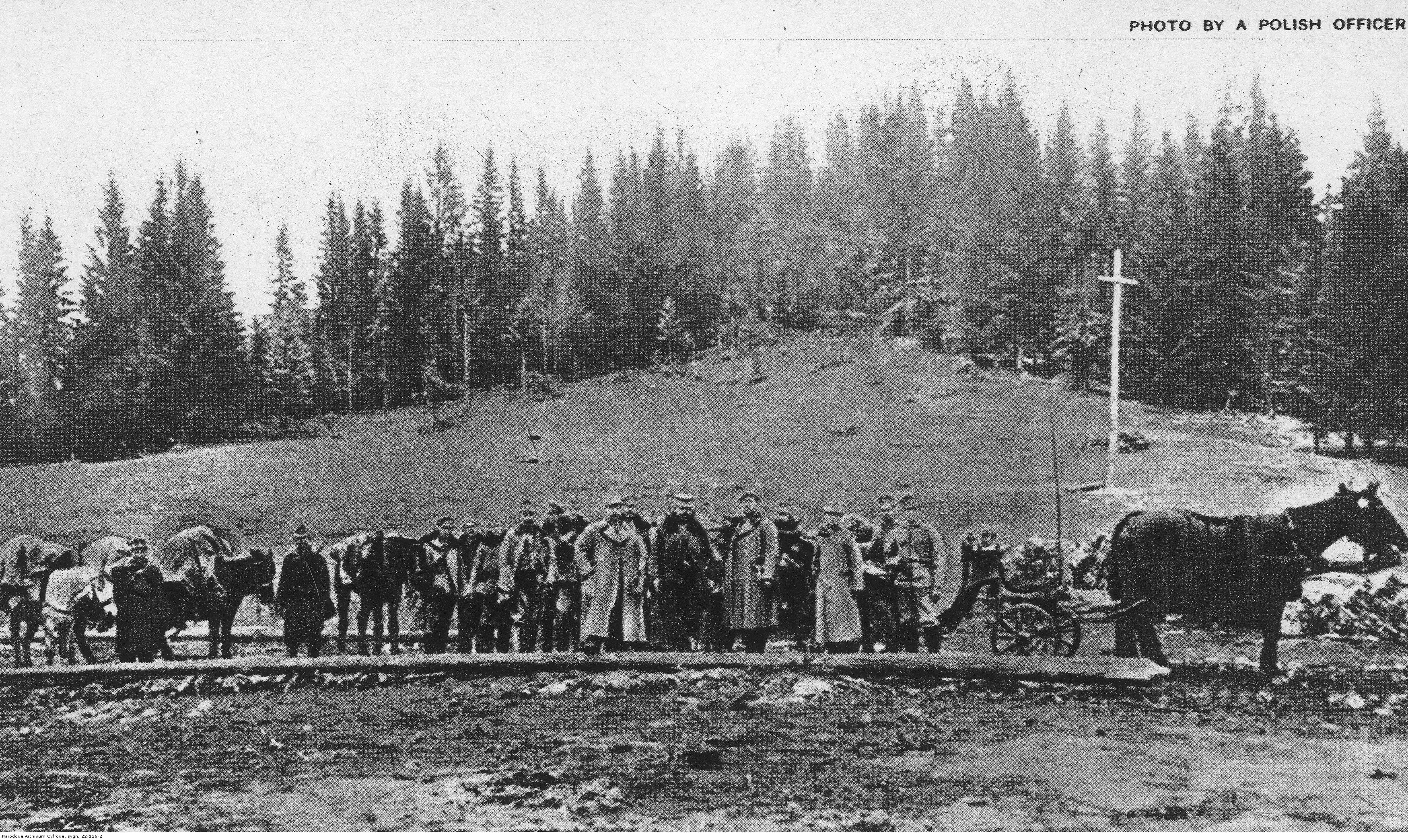
Legioniści przy pierwotnym krzyżu na Przełęczy Legionów (1914)
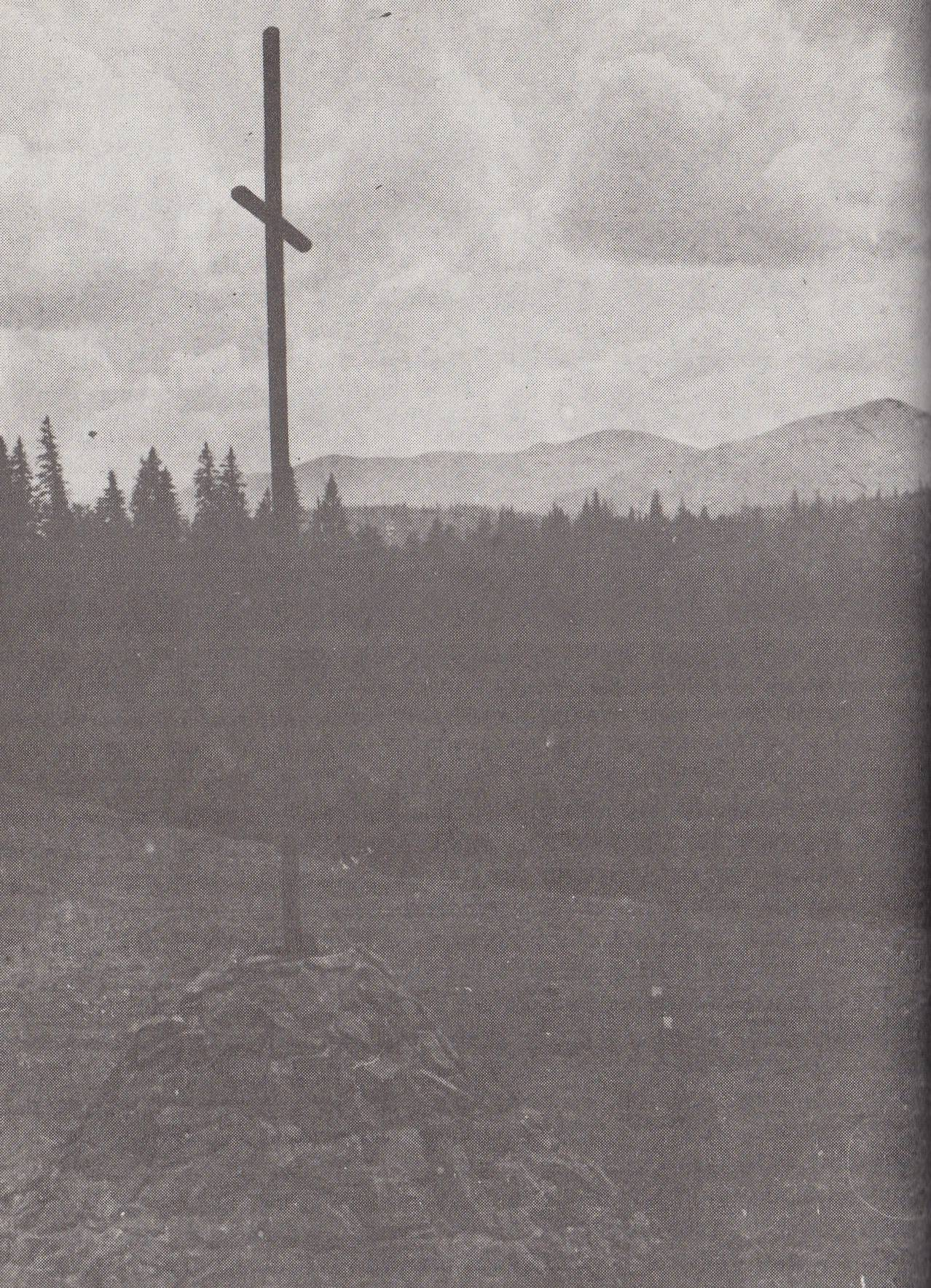
Krzyż na Przełęczy Legionów (1936)
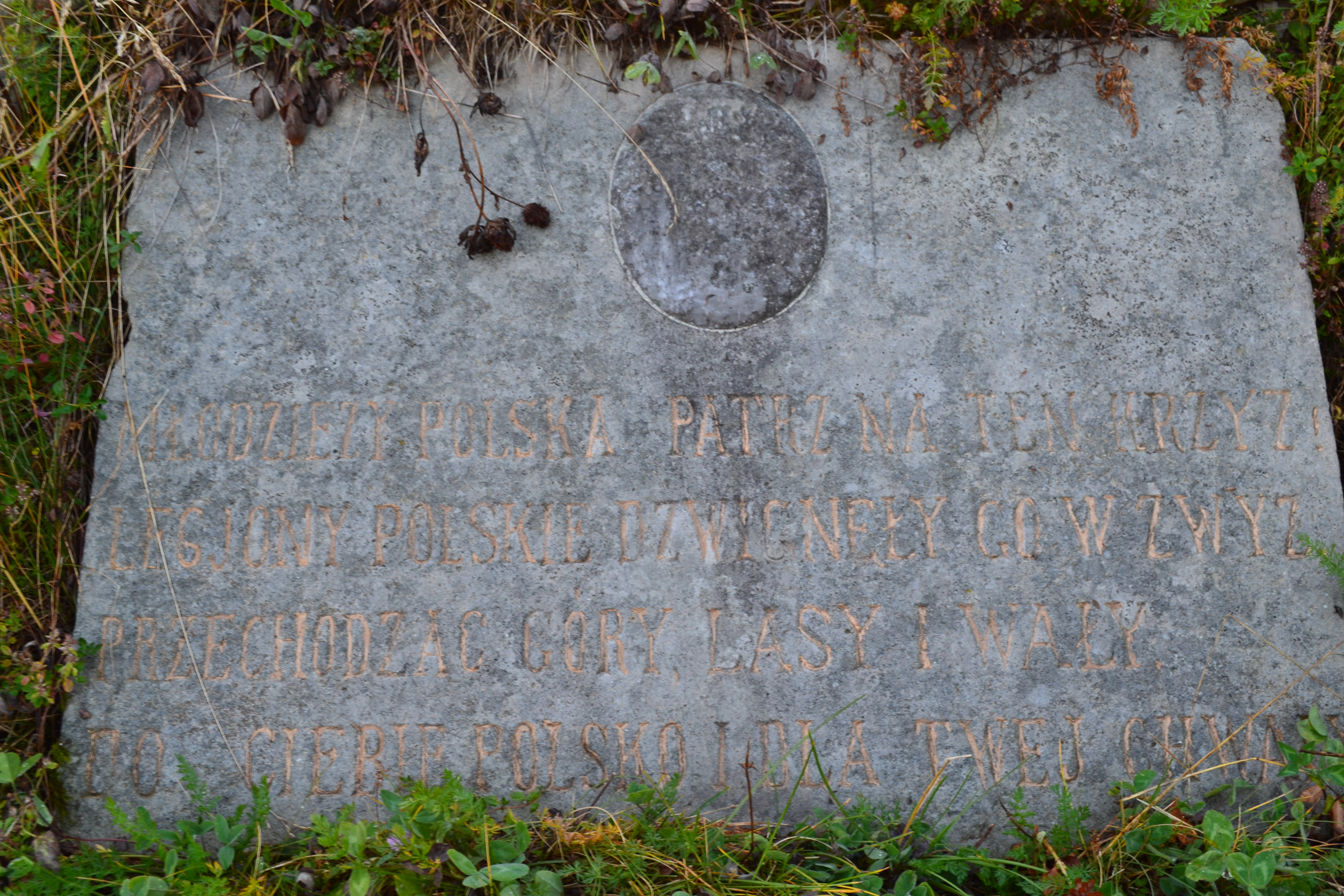
Tablica pod Krzyżem Legionów (2015)